# Hessische Verwaltung für Bodenmanagement und Geoinformation
Die Hessische Verwaltung für Bodenmanagement und Geoinformation (HVBG) ist eine Verwaltung des Landes Hessen mit rund 1.400 Beschäftigten. Sie gliedert sich in das Hessische Landesamt für Bodenmanagement und Geoinformation (HLBG, Mittelbehörde) und sieben Ämter für Bodenmanagement (ÄfB) mit Außen- sowie Anlaufstellen.
Die HVBG vereint die Landesvermessungs-, Kataster- und Flurbereinigungsbehörden in Hessen.
Zu den Kernkompetenzen gehört das Führen des Liegenschaftskatasters; sie sichert damit das Eigentum an Grund und Boden. Die HVBG fördert zudem eine nachhaltige und umweltgerechte Entwicklung ländlicher und urbaner Lebensräume mit den Instrumenten der Flurneuordnung und des städtebaulichen Bodenordnungsrechts.
Mit den Daten des Liegenschaftskatasters und der Landesvermessung stellt sie Geobasisdaten als Grundlage für zahlreiche Fachinformationssysteme zur Verfügung. Sie unterhält einen einheitlichen amtlichen Raumbezug zur Positionierung sämtlicher grundstücks- und landschaftsbezogener Informationen.
Die HVBG sorgt für die Koordination der Geodateninfrastruktur Hessen, über die verteilt vorliegende Geodaten sinnvoll genutzt werden können.
Mit den Geschäftsstellen der Gutachterausschüsse für Immobilienwerte GAA schafft die HVBG Transparenz auf den Immobilienmärkten Hessens durch Ermittlung und Bereitstellung aktueller Marktdaten.

## Geschichte

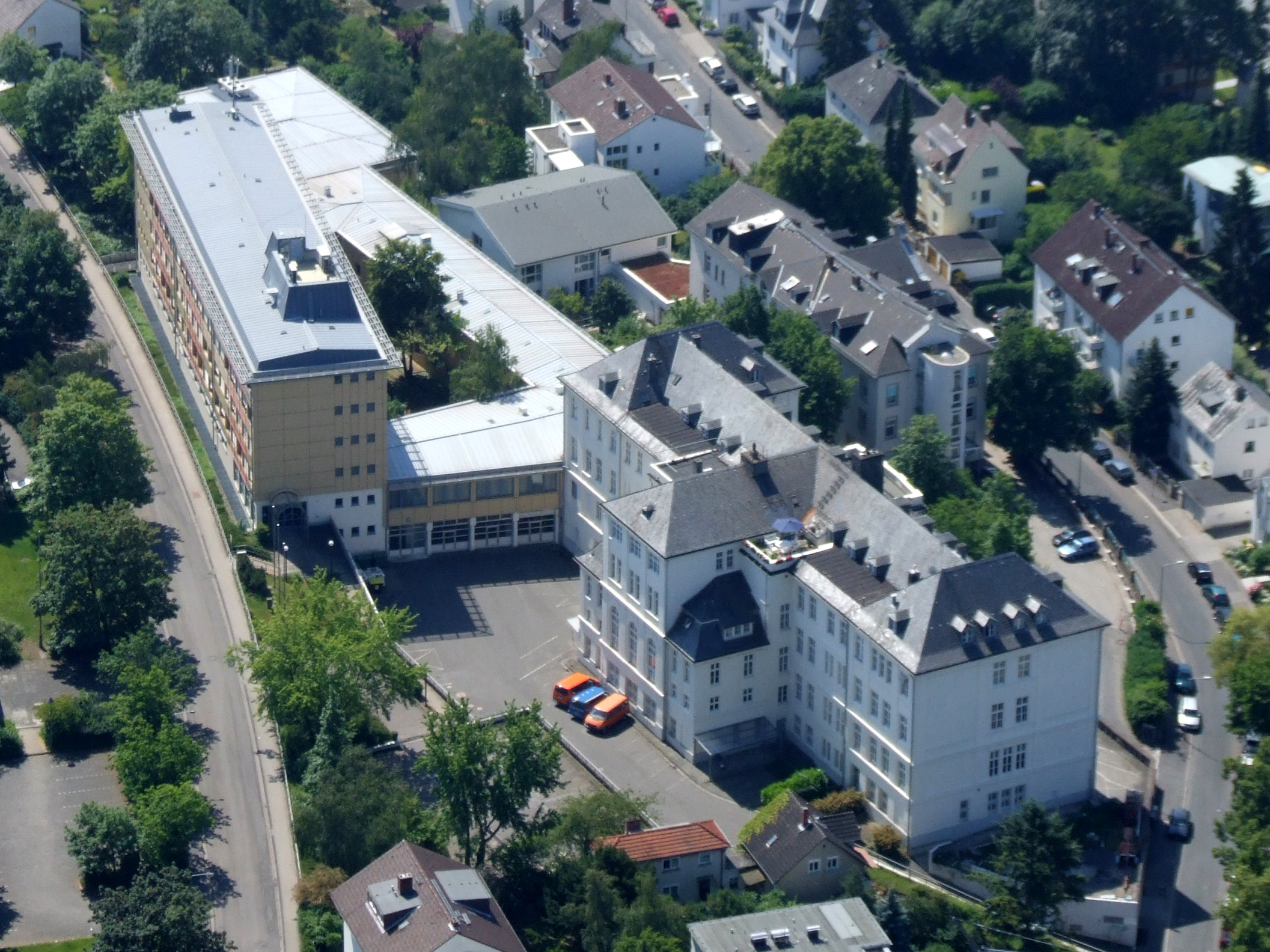
Hessisches Landesamt für Bodenmanagement und Geoinformation

Das Liegenschaftskataster entstand aus dem Bestreben, eine gerechte Besteuerung für den Grundbesitz zu erheben (Steuerkataster). Mitte des 17. Jahrhunderts wurde der Begriff Kataster zur Besteuerung von Grund und Boden eingeführt. Das Vermessen von Grundstücken und Darstellen in großmaßstäbigen Karten begann Ende des 17. Jahrhunderts. Sogenannte Landmesser, die heutigen Geodäten, nahmen die Aufteilung des Grund und Bodens in Flurstücke vor. Gekennzeichnet wurden die Grenzen der Flurstücke im Gelände damals durch Steine oder Pfähle.
Im 18. Jahrhundert wurde das Steuerkataster auch für andere Zwecke genutzt, so beispielsweise für den ordnungsgemäßen Nachweis des Grundeigentümers. Diese Entwicklung setzte sich mit dem Erlass der Preußischen Grundbuchordnung 1872 sowie der Reichsgrundbuchordnung vom 24. März 1897 fort. Danach sind Grundstücke im Grundbuch nach dem Kataster nachzuweisen. Seither dient das Liegenschaftskataster in Kombination mit dem Grundbuch der Sicherung des Eigentums an Grund und Boden. Im Grundbuch werden die rechtlichen Verhältnisse beschrieben, „das Liegenschaftskataster befasst sich mit der Darstellung der tatsächlichen Verhältnisse, ohne die eine Identifizierung der Grundstücke in der Örtlichkeit nicht möglich wäre.“
Während die Aufgaben des Liegenschaftskatasters von Anfang an durch zivile Behörden durchgeführt wurden, nahm das Militär lange Zeit die Arbeiten der Landesvermessung wahr. Diese wurden erst später auf zivile Behörden übertragen. Die Triangulation der 1. bis 3. Ordnung zum Beispiel war 1860 durch die in 1853 gegründete Landesvermessungskommission fertiggestellt, die aufgenommenen Koordinaten wurden 1863 veröffentlicht. Die Landesvermessungskommission löste sich jedoch bereits 1868 nach nur 15 Jahren wieder auf.
Die Ausweitung der Arbeiten im Vermessungswesen führte gegenüber dem 19. Jahrhundert zu einer Neuorganisation, in der die Arbeiten effizienter durchgeführt werden konnten. Bereits 1934 trat das Gesetz über die Neuordnung des Vermessungswesens in Kraft und wurde zur Reichsangelegenheit. Entscheidende organisatorische Änderungen brachte das Gesetz über die Bildung von Hauptvermessungsabteilungen (HVA), welches am 1. April 1938 in Kraft trat. Die gebildeten 14 HVA unterstanden dem Reichsminister des Innern (RMdI). In Wiesbaden entstand die HVA XI, die dem dortigen preußischen Regierungspräsidenten angefügt war. Zu den Amtsbereichen gehörten die preußischen Regierungsbezirke Kassel und Wiesbaden, das Land Hessen, der bayerische Regierungsbezirk Pfalz sowie das Saarland. Die Grenzen gingen somit deutlich über das heutige Bundesland Hessen hinaus. Zu den Aufgaben gehörten:
- „Herstellung und Erhaltung der Triangulation 2. bis 4. Ordnung (Landesdreiecks- und Aufnahmenetze) und die Überwachung des Reichsfestpunktfeldes (Triangulation 1. Ordnung),
- Bearbeitung, Laufendhaltung und Drucklegung der topographischen Landeskartenwerke,
- ggf. weitere vom RMdI übertragene Aufgaben.“[5]

Das Kriegsjahr 1944 brachte noch einmal Veränderungen mit sich. Am 30. September 1944 erließ der Ministerrat für die Reichsverteidigung eine Verordnung über die Vereinfachung und Vereinheitlichung des Kataster- und Vermessungswesens. Damit waren erstmals alle Bereiche dieses Fachs Reichsbehörden und dem Reichsinnenminister unterstellt. Landes- und Katastervermessung waren ebenfalls organisatorisch zusammengefasst. Die HVA XI fungierte als Mittelbehörde, der die Katasterbehörden unterstellt waren. Es kam jedoch nie zur Umsetzung, da Landesvermessung und Katasterarbeit während der Kriegsjahre zum Erliegen kamen.
Der Ministerpräsident des Landes Groß-Hessen (das heutige Bundesland Hessen) bestimmte auf Weisung der Militärregierung am 10. November 1945, dass fortan der Minister der Finanzen (MdF) der HVA XI vorsteht. Mit Erlass vom 13. Februar 1946 regelte dieser die Organisation des Landes- und Katastervermessungswesens. Die HVA XI blieb unverändert, die Behörden auf Kreisstufe führten die Bezeichnung Katasteramt. Zu diesem Zeitpunkt stimmten erstmals Staatsgebiet und Amtsbezirk der HVA XI überein.
Zur Vereinfachung und besseren wirtschaftlichen Gestaltung verfügte der Hessische Minister der Finanzen (HMdF) am 12. August 1947 eine Umorganisation des hessischen Vermessungswesens. Die oberste Leitung bekam die Abteilung VI (Kataster- und Vermessungswesen) beim HMdF. Die HVA XI erhielt den Namen Hessisches Landesvermessungsamt (HLVA) in der Funktion einer Mittelbehörde mit vier Unterabteilungen Verwaltung, vermessungstechnische Abteilung, Kartographie und Kataster, Sitz war Wiesbaden. Das HVLA nahm nun alle Aufgaben der Landesvermessung für Hessen wahr. Zu den Aufgaben gehörten:
- „Herstellung, Erhaltung, Erneuerung und Überwachung der Dreiecks- und Höhennetze, topographische und photogrammetrische Arbeiten, Katasterneuvermessungen u.a.m.,
- Herstellung, Laufendhaltung und Vervielfältigung der amtlichen Kartenwerke,
- Herstellung neuer Liegenschaftskataster,
- Ausführung von Katastervermessungen und sonstigen Vermessungen größeren Umfangs.“[5]

Das HLVA hatte die Dienstaufsicht über die Katasterämter.
Seit 1959 leistete das HLVA Pionierarbeit auf dem Gebiet der Anwendung der Datenverarbeitung trigonometrischer Vermessungen und Katastervermessungen. Durch ein Gesetz vom 18. März 1970 sowie mit Beschluss der Landesregierung am 25. November 1971 wurde der Hessische Minister für Wirtschaft und Technik (HMfWuT) für das öffentliche Vermessungswesen zuständig und löste den HMdF ab. Dies hat bis heute Bestand.
Das Landesvermessungsgesetz vom 16. März 1970 brachte die Rechtsvereinheitlichung für Hessen in der Landesvermessung. Das HLVA wurde obere Landesvermessungsbehörde, die Katasterämter untere Landesvermessungsbehörden. Mit der Funktionalreform 1977 änderte sich der Status der Katasterämter. Sie wurden aus der damaligen Kataster- und Vermessungsverwaltung als Sonderverwaltung ausgegliedert und beim Landrat bzw. Oberbürgermeister als Behörde der Landesverwaltung integriert. Das von der Reform nicht betroffene HLVA handelte weiterhin als Mittelbehörde. In 2001 erfolgte die kreisübergreifende Zuordnung des Bereichs Flurneuordnung sowie für einen Zeitraum von etwa zwei Jahren der Bereich der Dorf- und Regionalentwicklung. Somit hieß die Verwaltung von 2001 bis 2003 Hessische Verwaltung für Regionalentwicklung, Kataster und Flurneuordnung (HVRKF), nach der Wiederausgliederung der Dorf- und Regionalentwicklung Hessische Verwaltung für Kataster und Flurneuordnung (HVKF).
Zur Optimierung der Verwaltungsstrukturen wurden zum 1. Januar 2005 aus den unteren Landesvermessungs-, Kataster- und Flurbereinigungsbehörden sieben Ämter für Bodenmanagement (ÄfB) mit Haupt-, Außen- und Anlaufstellen gebildet. Zusammen mit dem Hessischen Landesamt für Bodenmanagement und Geoinformation (HLBG), dem bisherigen HLVA, vereinen die ÄfB die Bereiche Landesvermessung, Kataster und Flurneuordnung in einer Fachbehörde unter der Bezeichnung Hessische Verwaltung für Bodenmanagement und Geoinformation (HVBG).

Organisationsstruktur HVBG

## Organisation
Der HVBG steht als oberste Landesbehörde das Hessische Ministerium für Wirtschaft, Energie, Verkehr, Wohnen und ländlichen Raum (HMWEVW) vor.
Die HVBG setzt sich aus dem HLBG als Mittelbehörde mit Sitz in Wiesbaden sowie den sieben ÄfB Büdingen, Fulda, Heppenheim, Homberg (Efze), Korbach, Limburg an der Lahn und Marburg zusammen.
Die Leitung übernimmt der Präsident oder die Präsidentin.
Das HLBG gliedert sich in Abteilungen und Dezernate. Die ÄfB bestehen aus Abteilungen und Fachbereichen.

## Aufgaben
Die Kernaufgaben der HVBG liegen im Bereich:
- der Landesvermessung
- des Liegenschaftskataster
- der Geodateninfrastruktur
- der Flurneuordnung
- der städtischen Bodenordnung
- der Immobilienwertermittlung sowie

Landesvermessung Hessen

- der Ausbildung

### Landesvermessung

Liegenschaftskataster Hessen

Durch den satellitengestützten Positionierungsservice SAPOS sowie die Lage-, Höhen- und Schwere-Festpunktfelder sichert die Landesvermessung der HVBG den geodätischen Raumbezug in einem bundeseinheitlichen Koordinatensystem. Durch diesen Raumbezug ergibt sich eine eindeutige Positionierung aller grundstücks- und landschaftsbezogener Informationen. Auch können hiermit Fachdaten aus verschiedenen Bereichen gekoppelt und zusammen präsentiert werden.
Die topographische Landesaufnahme erfasst und beschreibt die reale Landschaft und das Geländerelief. Die gewonnenen Informationen werden in einem bundeseinheitlichen Informationssystem (ATKIS) und daraus abgeleiteten topographischen Kartenwerken geführt und aktuell gehalten. Darüber hinaus stehen flächendeckend Luftbilder und weitere Fernerkundungsdaten zur Verfügung.
Die HVBG erstellt u. a. topographische Landeskartenwerke, Gebietskarten, Freizeitkarten, Präsentationsgrafiken, historische Karten und Luftbilder.

### Liegenschaftskataster

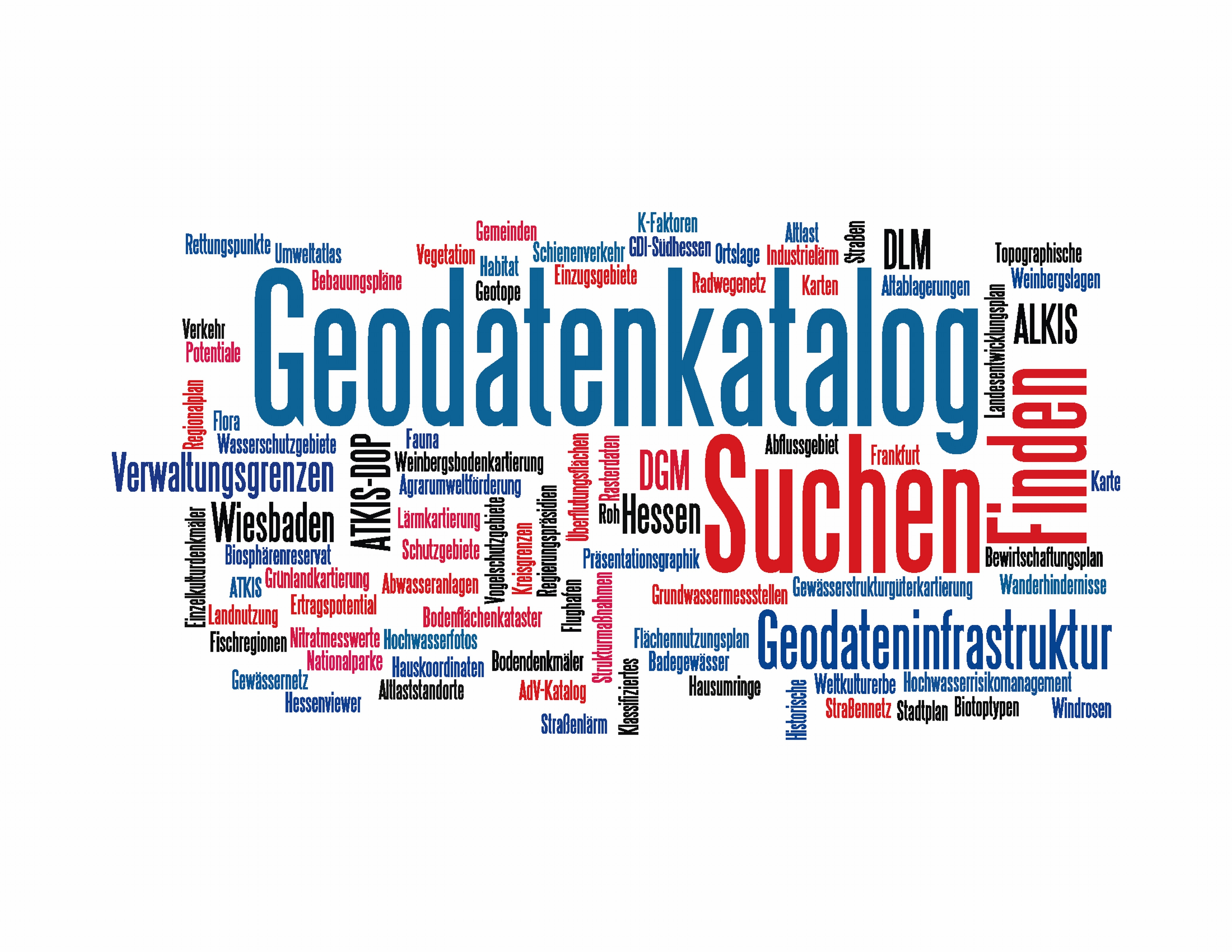
Geodateninfrastruktur Hessen

Das Liegenschaftskataster weist flächendeckend und stets aktuell alle Flurstücke und Gebäude nach. Zusammen mit dem Grundbuch dient es der Sicherung des Eigentums an Grund und Boden. Es verleiht diesem auch Verkehrs- und Kreditfähigkeit. Im Liegenschaftskataster werden zudem öffentlich-rechtliche Festlegungen (z. B. Schutzgebiete) sowie die landwirtschaftliche Bodenschätzung geführt. Für flächenbeanspruchende Infrastrukturmaßnahmen und den damit verbundenen Rechtsverkehr an Grund und Boden ist es eine unentbehrliche Grundlage.
„Änderungen an den Liegenschaften werden durch Katastervermessungen in der Örtlichkeit erfasst und in das Liegenschaftskataster übernommen.“
Die HVBG hat die gesetzliche Aufgabe, „Liegenschaften zu erfassen, im Liegenschaftskataster zu führen und zu aktualisieren.“ Liegenschaften nach dem Hessischen Gesetz über das öffentliche Vermessungs- und Geoinformationswesen (HVGG) sind Grundstücke (Flurstücke) und Gebäude. Die Vermessung gilt als Nachweis der Liegenschaft.
Die HVBG übt hier folgende Tätigkeiten aus:
- Zerlegungsvermessungen zum Zwecke der Grundstücksteilung
- Feststellung der Grundstücksgrenzen in der Örtlichkeit (Grenzfeststellung) und Abmarkung der Grenzpunkte
- Einmessung von Gebäuden und sonstigen baulichen Anlagen im Rahmen der gesetzlichen Festlegungen
- technische und verfahrensmäßige Bearbeitung von Bodenordnungsmaßnahmen wie Umlegungen nach dem Baugesetzbuch (Baulandumlegungen, vereinfachte Umlegungen) und Grenzbereinigungsverfahren nach dem Hessischen Grenzbereinigungsgesetz.[15][16]

### Geodateninfrastruktur
Eine Geodateninfrastruktur (GDI) setzt sich aus Geobasis- und Geofachdaten des Landes, Metadaten sowie standardisierten Diensten (Geodatendiensten) zusammen. Die Erreichbarkeit der Dienste erfolgt durch standardisierte Schnittstellen und Online-Dienste mit dem Ziel, eine einfache Nutzung der Geodaten zu ermöglichen, die ansonsten verteilt vorliegen. Dadurch können beispielsweise Entscheidungsprozesse beschleunigt und optimiert werden. Neben technischen Komponenten müssen hier auch organisatorische Rahmenbedingungen berücksichtigt werden.
Folgende Vorteile ergeben sich daraus:
- bessere Informationsverbreitung
- beschleunigte und besser zu unterstützende Geschäftsprozesse durch die Zusammenführung von Geodaten und -diensten
- kostengünstiges und effizientes Verwaltungshandeln
- gute Verfügbarkeit der Daten und darauf basierender Informationen für Wirtschaft, Verwaltung und Bürger.[17]

Der rechtliche Rahmen zum Aufbau der GDI ist die INSPIRE-Richtlinie 2007/2/EG vom 15. Mai 2007. Um den Austausch, die gemeinsame Nutzung, die Zugänglichkeit und die Verwendung von interoperablen Geodaten und -diensten über die unterschiedlichen Verwaltungsebenen und Sektoren der Europäischen Union (EU) hinweg zu gewährleisten, verpflichtet sie alle Stellen der öffentlichen Verwaltung Geodienste bestimmter Fachthemen einschließlich der Metadaten zur Verfügung zu stellen.
Der Aufbau der GDI wird in Deutschland von der GDI-DE gelenkt und koordiniert. Für die GDI-Hessen gibt es die Zentrale Kompetenzstelle für Geoinformation im HLBG. Sie betreibt die zentralen technischen Komponenten.

Flurneuordnung Hessen

### Flurneuordnung

Städtische Bodenordnung Hessen

Die Flurneuordnung ist ein Bodenordnungsverfahren zur Umsetzung ländlicher Planungen. Die Bewahrung, Gestaltung und Entwicklung der Kulturlandschaft ist eine der zentralen Aufgaben. Damit leistet die Flurneuordnung einen entscheidenden Beitrag zur Verbesserung der Lebensbedingungen des ländlichen Raums. Maßnahmen dabei sind:
- Verbesserung der Agrarstruktur
- Landschaftsentwicklung
- naturnahe Entwicklung von Gewässern und Auen
- flächenhafter Umweltschutz für die Schutzgüter Tiere, Pflanzen, Klima, Wasser und Boden
- Aufwertung der landschaftsbezogenen Freizeit- und Erholungsfunktion
- Verkehrsinfrastruktur und
- Dorferneuerung[19]

Die Kosten tragen die EU, der Bund, das Land und die Grundstückseigentümer gemeinsam. Durch Planung, Koordinierung, Finanzierung, bauliche Aufwertungen sowie die Neuaufteilung der Grundstücke können die Aufgaben der Flurneuordnung an einer Stelle gebündelt und aus einer Hand erfüllt werden.
Gesetzliche Grundlage ist das Flurbereinigungsgesetz (FlurbG). Hierzu gibt es je fünf verschiedene Flurbereinigungsverfahren, die nach dem jeweiligen Bedarf ausgewählt werden. Diese sind:
- die traditionelle Integralflurbereinigung (§ 1 FlurbG, zur umfassenden Entwicklung des ländlichen Raumes)[22]
- die vereinfachte Flurbereinigung zur Landentwicklung (§ 86 FlurbG, für einzelne Zwecke, z. B. zur Agrarstrukturverbesserung oder Gestaltung des Orts- und Landschaftsbildes)
- die Unternehmensflurbereinigung (§ 87 FlurbG, zur sozial- und umweltverträglichen Umsetzung von Straßenbauvorhaben u. a.)
- die beschleunigte Zusammenlegung (§ 91 FlurbG, ein schnelles Verfahren mit rein bodenordnerischer Ausrichtung)
- der freiwillige Landtausch (§ 103 FlurbG, ein Verfahren, wenn sich die Tauschpartner einig sind).[23]

### Städtische Bodenordnung
Die Baulandumlegung ist ein Bodenordnungsverfahren für städtebauliche Planungen. Ein rechtskräftiger Bebauungsplan bildet die Grundlage.
Grundstücksgrenzen und Eigentumsverhältnisse werden damit neu geordnet, sodass daraus geeignete Baugrundstücke entstehen. Darüber hinaus müssen weitere zur Erschließung erforderliche Flächen geschaffen werden (Ortsinnenentwicklung).
Die Umlegung wird von der jeweiligen Kommune (Umlegungsstelle) eigenverantwortlich durchgeführt. Die Gemeindevertretung bzw. Stadtverordnetenversammlung ordnet diese an. Die ÄfB werden hier beratend und unterstützend tätig, können aber auch Umlegungen im Auftrag der Kommune durchführen.
Folgende Aufgaben führen die ÄfB dabei aus:
- Umsetzung von städtebaulichen Planungen […]
- Beseitigung von unzweckmäßigen Grenzziehungen
- Beseitigung von baurechtswidrigen Zuständen
- Vermeidung von Splitterflurstücken nach dem Straßenbau.[25]

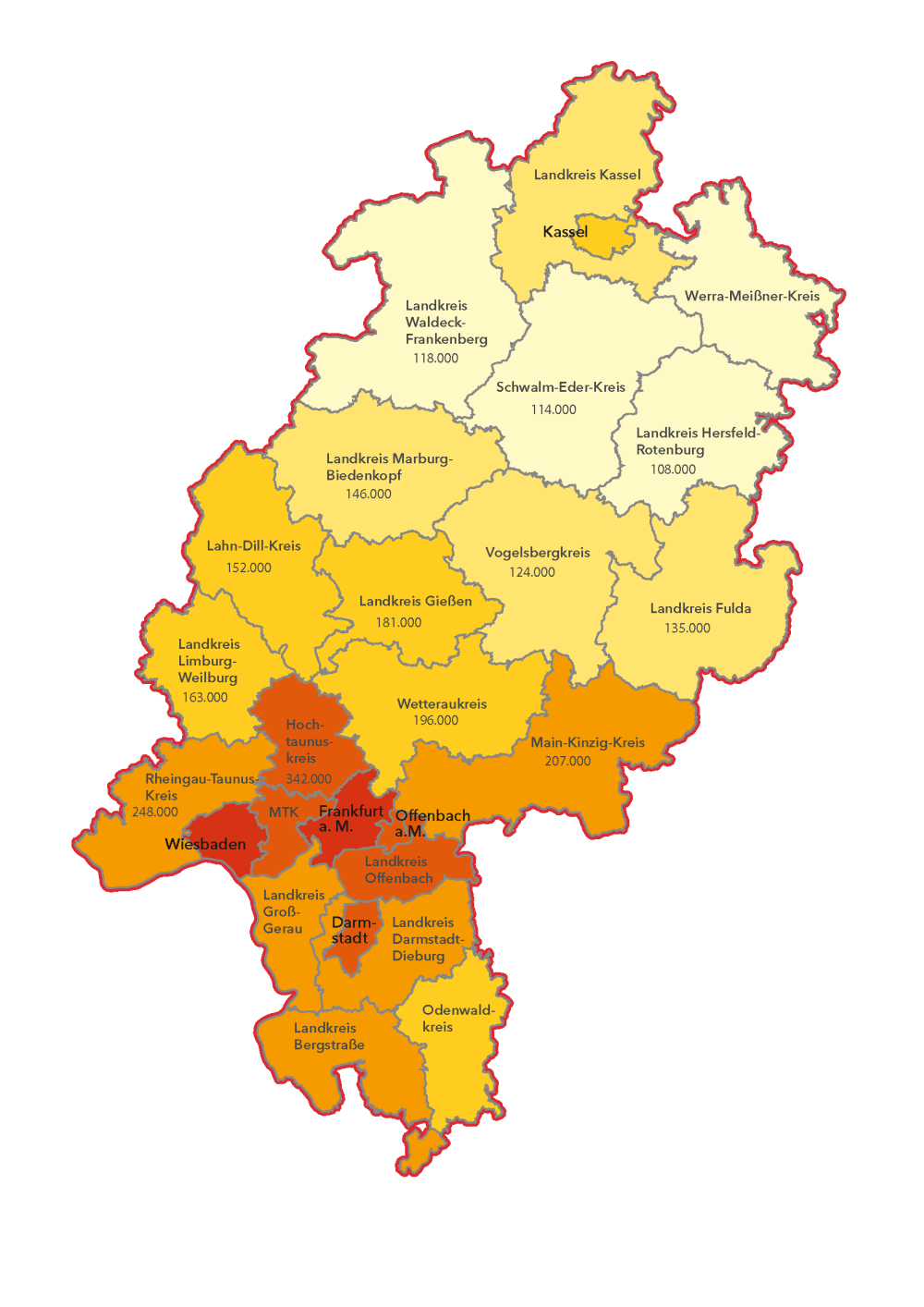
Immobilienwertermittlung Hessen

### Immobilienwertermittlung
Die Gutachterausschüsse für Immobilienwerte (GAA) sind in Hessen für 21 Landkreise, 5 kreisfreie Städte und 19 kreisangehörige Städte selbstständig und unabhängig tätig. Die Aufgaben der GAA werden entweder in der Geschäftsstelle bei den ÄfB oder vom jeweiligen Magistrat der Stadt wahrgenommen.
Neben den gesetzlichen Aufgaben nach dem Baugesetzbuch erfüllen die Gutachterausschüsse folgende Aufgaben:
- Ermittlung von generalisierten Bodenwerten zum Vergleich des Bodenwertniveaus
- Erstellung von Mietwertübersichten zur Ermittlung von Durchschnittsmieten für Wohnraum
- Erstellung des Immobilienmarktberichts zur Markttransparenz (regional und landesweit)
- Erstellung von Wertgutachten über sonstige Rechte und Belastungen an Grundstücken, Grundstücke in Sanierungs- und Entwicklungsgebieten sowie über Miet- und Pachtwerte
- Berechnung von Vergleichsfaktoren für eine einfache Werteinschätzung von Standardimmobilien[26]

Die Zentrale Geschäftsstelle der Gutachterausschüsse für Immobilienwerte des Landes Hessen (ZGGH) wurde 2007 beim HLBG für die Gesamtheit aller GAA eingerichtet. Sie verfasst u. a. den landesweiten Immobilienmarktbericht und veröffentlicht generalisierte Bodenrichtwerte.
In Zusammenarbeit mit den GAA legt sie Vergleichsfaktoren des Landes Hessen für Ein- und Zweifamilienhäuser, Reihenhäuser und Doppelhaushälften sowie Eigentumswohnungen vor. Diese Vergleichsfaktoren lassen eine rasche Werteinschätzung von Standardimmobilien zu.
Daneben unterstützt die ZGGH die GAA, indem sie
- die landesweite Einheitlichkeit der von den GAA zu erhebenden Daten und Produkte sicherstellt,
- die Abgabe von Daten (die außerhalb des Zuständigkeitsbereiches eines GAA liegt) an Dritte koordiniert,
- verbindliche Standards und Geschäftsmodelle für die Datenvermarktung durch Dritte entwickelt,
- den zentralen Internetauftritt der GAA pflegt und
- das hessische Bodenrichtwertinformationssystem BORIS betreut.[26]

### Hessisches Landesamt für Bodenmanagement und Geoinformation (HLBG)
Das HLBG übernimmt als Mittelbehörde Aufgaben von grundsätzlicher Bedeutung, Steuerungs- und Koordinierungsaufgaben sowie Fach- und Serviceaufgaben, soweit sie nicht von den ÄfB wahrgenommen werden. Darüber hinaus:
- steuert das HLBG die HVBG. Dazu gehören die Fach- und Dienstaufsicht über die ÄfB.
- nimmt das HLBG die gesetzlichen Aufgaben der oberen Landesvermessungs-, oberen Kataster- und Vermessungsbehörden sowie der oberen Flurbereinigungsbehörde wahr,
- nimmt das HLBG die Aufgaben der ZGGH wahr,
- nimmt das HLBG die Aufgaben der Zentralen Kompetenzstelle für Geoinformation wahr,
- nimmt das HLBG die gesetzlichen Aufgaben nach dem Flurbereinigungsgesetz wahr,
- erledigt das HLBG eigene Aufgaben in den Bereichen geodätischer Raumbezug, Geotopographie und Kartographie,
- ist das HLBG für die Zulassung der Öffentlich bestellten Vermessungsingenieure zuständig und übt die Dienst- und Fachaufsicht über diesen Personenkreis aus,
- entwickelt das HLBG Grundsätze für den Einsatz neuer Arbeitsverfahren und Technologien,
- vertritt das HLBG das Land Hessen im Rahmen der übertragenen Befugnisse,
- erledigt das HLBG sonstige Aufgaben nach besonderer Zuweisung oder Vereinbarung,
- unterstützt das HLBG die Ausbildung des Berufsnachwuchses.

### Ämter für Bodenmanagement (ÄfB)
Die Aufgaben der ÄfB beinhalten:
- Einrichtung, Führung und Qualitätssicherung des Liegenschaftskatasters,
- Aufgaben der Landesvermessung,
- Einrichtung und Führung von Geobasisinformationssystemen, Bereitstellung von Geobasisdaten und technische Unterstützung der Nutzer,
- Aufgaben im Rahmen des Aufbaus und der Pflege regionaler Geodateninfrastrukturen,
- Management von grundstücksbezogenen Informationen und Dienstleistungen,
- Durchführung von Verfahren nach dem Flurbereinigungsgesetz,
- Begleitung weiterer Maßnahmen zur Förderung der integrierten ländlichen Entwicklung,
- Technische und ggf. verfahrensrechtliche Durchführung von Verfahren nach dem Baugesetzbuch und dem Grenzbereinigungsgesetz,
- Aufgaben der Geschäftsstellen der Gutachterausschüsse,
- Ausführung von Liegenschaftsvermessungen,
- Beurkundung von Tatbeständen an Grund und Boden,
- Vertretung der Interessen als Träger öffentlicher Belange,
- Ausbildung des Berufsnachwuchses"
- sonstige Aufgaben nach besonderer Zuweisung oder Vereinbarung.